# Cykl geologiczny
Cykl geologiczny – nieustający cykl  obiegu  skał na Ziemi, polegający na wietrzeniu, cementacji, przeobrażaniu, topnieniu, a także krzepnięciu skał. Jest on efektem budowania i niszczenia skorupy ziemskiej przez siły natury. Czas trwania tych procesów oblicza się w milionach lat. Podczas cyklu geologicznego dochodzi do tworzenia się skał osadowych, które pod wpływem wysokiej temperatury i ciśnienia przeobrażają się w skały metamorficzne. Następnie mogą znów zmienić się w skałę osadową lub stopić się i zasilić magmę. Magma po wydostaniu się na powierzchnię krzepnie, tworząc skałę magmową. Skała magmowa pod wpływem ciśnienia i temperatury może być przeobrażona w skałę metamorficzną lub poddana procesom niszczenia.